# 弘法の松
弘法の松（こうぼうのまつ）は、神奈川県川崎市麻生区百合丘2丁目に存在したマツの木。現在、周辺は「弘法松公園」として整備されている。

## 歴史
かつて弘法大師がこの地を訪れ、百の谷があれば寺を建立しようとしたが、谷が九十九しかなかったため、これを断念し、その代わりにマツを植えたのが始まりとされている。やがて、この松が成長し、「弘法松」と呼ばれるようになったと言われる。

樹齢数百年の黒松で、樹高は32m、根回り11mだった。1956年に火災に遭って衰弱し、枯死した。現存する松は、2003年に植樹されたものである。

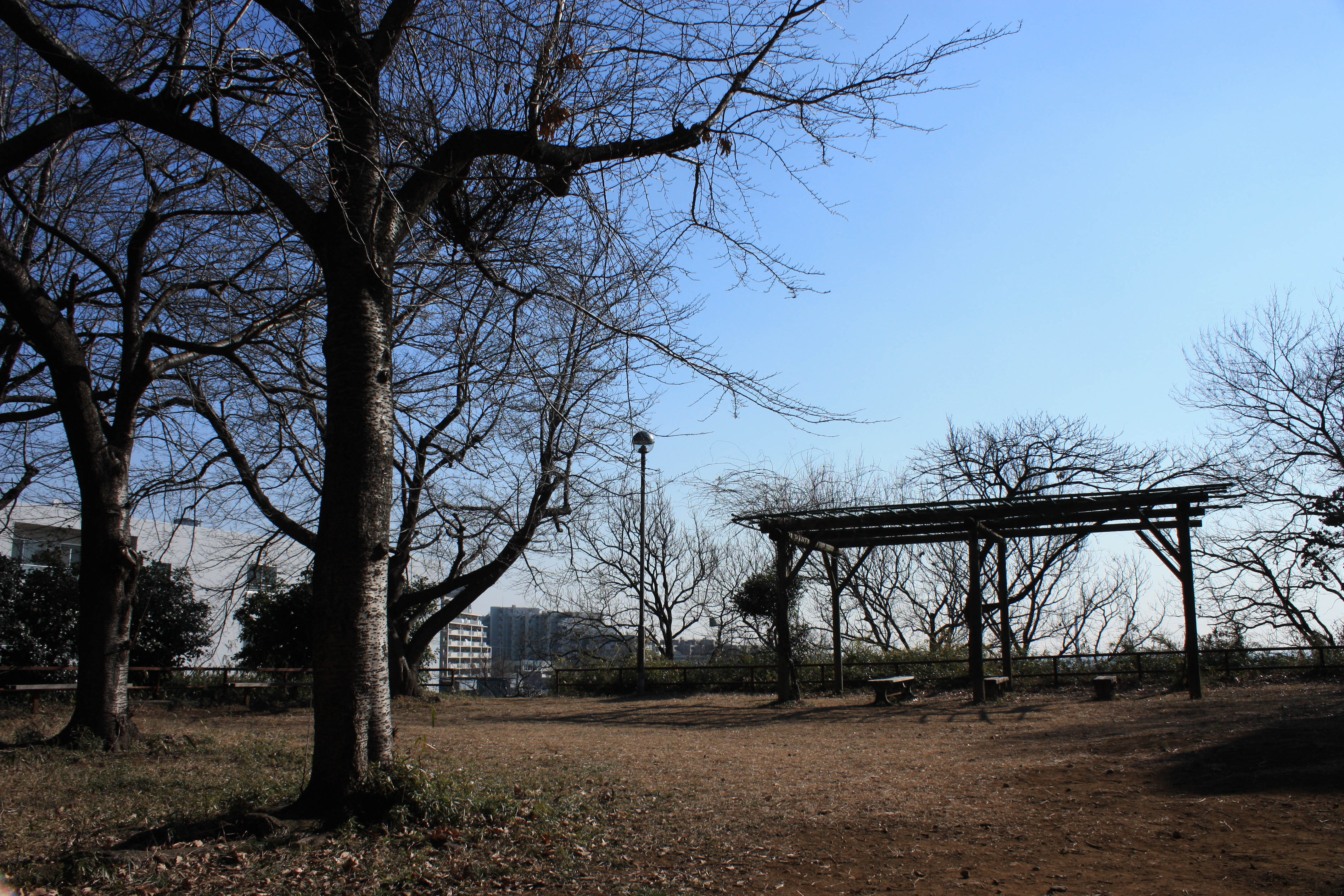
弘法松公園

## 伝承
昔、若者が、目の見えなくなった母親のために、医者に薬を取りに行った帰り、疲れて、弘法松の下で居眠りをしてしまった。その時に見た夢のお告げの通り、弘法松の湧き水と松をせんじたものを飲ませたら、目が見えるようになった。しかし、その後、他の村人が辺りを探しても、湧き水は出なかった。その後、その話が、周辺に伝わり、松の皮を剥ぐ者が多くなった。困った村人は、役場に頼んで、松の周りに柵をしてもらったが、いつしか、騒ぎも収まり、いつのまにか、その柵も朽ちてなくなった。